# Jens Wendland (Synchronsprecher)

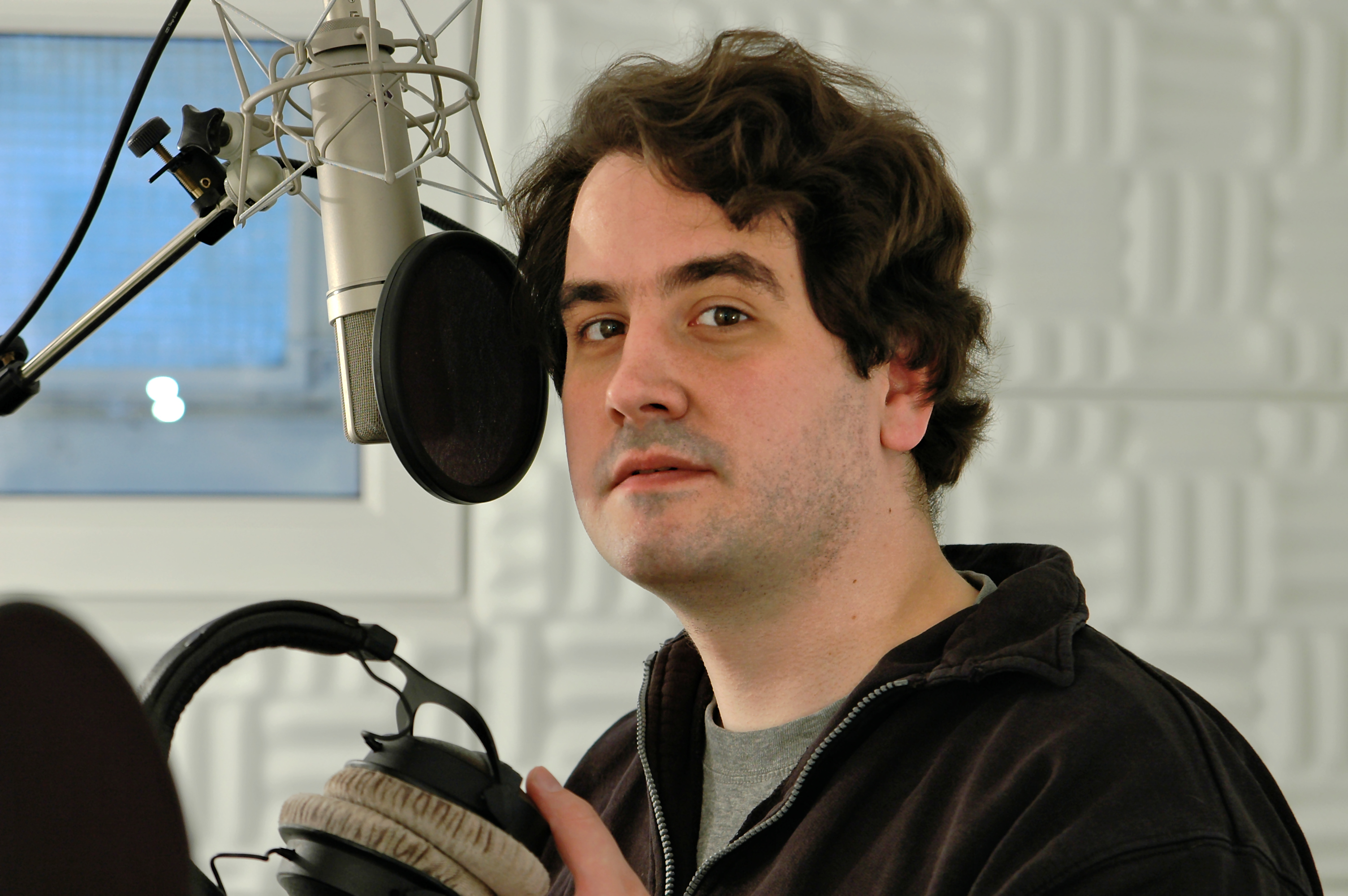
Jens Wendland, 2005

Jens Wendland (geboren 1975 in Hamburg) ist ein deutscher Synchron-, Hörspielsprecher und Unternehmer. Eine seiner bekanntesten Synchronrollen ist die Figur Nathan Drake in der Uncharted-Reihe, die von 2007 bis 2016 für die Sony Playstation 3 und 4 produziert wurde.

## Werdegang
Nach seinem Abitur 1994 belegte Jens Wendland ein Semester am Hamburgischen Schauspiel-Studio von Hildburg Frese. Nach Ableistung seines Zivildienstes absolvierte er ein Volontariat beim Hamburger Radiosender OK Radio. Außerdem erhielt er Schauspiel- und Synchrontraining bei Marianne Bernhardt.
Ab 1999 machte er sich selbständig mit einem eigenen Tonstudio, in dem er überwiegend Radiospots produziert. Parallel wirkte er in diversen TV- und Radio-Comedys als Stimmenimitator z. B. als Stimme von Gerhard Schröder und Edmund Stoiber mit.
2001 begann Jens Wendland vermehrt mit dem Synchronisieren von TV-Serien und Filmen.
Zusammen mit Antonia von Romatowski war er über mehrere Jahre in verschiedenen Rollen in der Merkel-Morningshow tätig.
Seit 2017 ist er regelmäßig als Off-Sprecher in diversen Beiträgen in der Satiresendung Extra 3 zu hören.
Er hat als Sprecher in über 230 Filmen und TV-Serien u.a von Carlos in der Serie Die Casagrandes, über 150 Hörspielen, Dokumentationen und Videospielen sowie Werbespots mitgewirkt.

## Synchronisation
Auswahl
- seit 2011: Bob’s Burgers
- seit 2016: Stranger Things
- 2016–2019: Designated Survivor
- 2018–2022: Die Regeln von Floor
- 2020–2022: Die Casagrandes
- 2018–2022: Paradise PD
- seit 2023: Frieren – Nach dem Ende der Reise

## Sonstiges
Jens Wendland ist verheiratet und hat einen Sohn. Er lebt in Hamburg.